# Lorraine Crosby
Lorraine Crosby (Condado de Durham, 27 de noviembre de 1960) es una cantante y compositora inglesa. Su trabajo más notable, especialmente en los Estados Unidos, se dio como la vocalista femenina de Meat Loaf en el exitoso sencillo de 1993 "I'd Do Anything for Love (But I Won't Do That)", perteneciente al álbum Bat Out of Hell II: Back into Hell. En el vídeoclip de la canción, la actriz Dana Patrick se encargó de la sincronización labial sobre su voz grabada. Su álbum debut como solista, Mrs Loud, fue publicado en 2008.

## Discografía

### Con Bonnie Tyler
- 1995 - Free Spirit
- 2005 - Wings

### Con Meat Loaf
- 1993 - "I'd Do Anything for Love (But I Won't Do That)"

### Como solista
- 2008 - Mrs Loud